# Playa Santa Catalina
Playa Santa Catalina es una playa uruguaya situada sobre la bahía, en el barrio Santa Catalina, Montevideo, Uruguay.
Es una playa ubicada en zona de pescadores artesanales, de arenas doradas y rocas a cada lado. En primavera y verano contaba con guardavidas, pero como desde 2013 no se encuentra apta para baños, la casilla fue retirada en 2018.